# Deliciously Ella
Eleanor Laura Davan Mills (geb. Woodward; * 31. Mai 1991 in Rugby, England) ist eine britische Foodbloggerin, Buchautorin und Gründerin der Marke Deliciously Ella.
Woodward wurde als Tochter des Politikers Shaun Woodward und seiner Frau Camilla, Tochter des Politikers Tim Sainsbury und Enkelin von Alan Sainsbury, Baron Sainsbury, dem Gründer der Supermarktkette J Sainsbury geboren. Sie ging an die Rugby School und schloss danach 2013 an der University of St Andrews in Kunstgeschichte ab. 2016 heiratet sie Matthew Mills, den Sohn der Abgeordneten Tessa Jowell. Gemeinsam haben sie zwei Töchter.
Mit 19 Jahren hatte Mills eine Erkrankung des Nervensystems, welche sie bettlägerig machte. Die Medikamente halfen nicht gegen das Herzrasen und die Blutdruckprobleme. Angespornt durch das Buch Crazy Sexy Diet von Kris Carr wurde sie Veganerin und dokumentierte ihren Weg seit 2012 in einem Blog. Ihr Account auf Instagram hat 2,4 Millionen Abonnenten. Sie betreibt zwei Restaurants in London und hat mehrere Bestseller geschrieben. The Guardian bezeichnete sie als die erfolgreichste Diätbuch-Autorin des Jahres 2016.

## Bücher (Auswahl)
- 2015: Deliciously Ella: Genial gesundes Essen für ein glückliches Leben
- 2016: Deliciously Ella – Für jeden Tag: Einfache Rezepte und köstliches Essen für ein gesundes Leben
- 2017: Deliciously Ella mit Freunden
- 2017: Deliciously Ella – Smoothies & Säfte
- 2018: Deliciously Ella – The Plant-Based Cookbook
- 2020: Deliciously Ella – Quick & Easy: Köstliches auf Pflanzenbasis
- 2022: Deliciously Ella – How to Go Plant-Based: Der definitive Guide für dich und deine Familie
- 2024: Deliciously Ella – Healthy Made Simple: Köstliches auf Pflanzenbasis – Fertig in 30 Minuten und weniger